# Ghilad
Ghilad is een gemeente in het Roemeense district Timiș. Ghilad ligt in de regio Banaat in het westen van Roemenië. De gemeente telt 1843 inwoners (2005).

## Geografie
De oppervlakte van Ghilad bedraagt 115,26 km², de bevolkingsdichtheid is 16 inwoners per km².
De gemeente bestaat uit de volgende dorpen: Gad, Ghilad.

## Geschiedenis
In 1212 werd Ghilad officieel erkend.
De historische Hongaarse en Duitse namen zijn respectievelijk Gilad en Gilad of Kilatt. In 2004 splitsten de dorpen Ghilad en Gad zich af van de gemeente Ciacova om een zelfstandige gemeente te gaan vormen.

## Demografie
De bevolkingssamenstelling van de gemeente Ghilad:
Balinț · Banloc · Bara · Bârna · Beba Veche · Becicherecu Mic · Belinț · Bethausen · Biled · Birda · Bogda · Boldur · Brestovăț · Cărpiniș · Cenad · Cenei · Checea · Chevereșu Mare · Comloșu Mare · Coșteiu · Criciova · Curtea · Darova · Denta · Dudeștii Noi · Dudeștii Vechi · Dumbrava · Dumbrăvița · Fibiș · Fârdea · Foeni · Gavojdia · Ghilad · Ghiroda · Ghizela · Giarmata · Giera · Giroc · Giulvăz · Gottlob · Iecea Mare · Jamu Mare · Jebel · Lenauheim · Liebling · Lovrin · Margina · Mașloc · Mănăștiur · Moravița · Moșnița Nouă · Nădrag · Nițchidorf · Ohaba Lungă · Orțișoara · Parța · Pădureni · Peciu Nou · Periam · Pietroasa · Pișchia · Racovița · Remetea Mare · Sacoșu Turcesc · Saravale · Satchinez · Săcălaz · Secaș · Sânandrei · Sânmihaiu Român · Sânpetru Mare · Șag · Şandra · Știuca · Teremia Mare · Tomești · Tomnatic · Topolovățu Mare · Tormac · Traian Vuia · Uivar · Valcani · Variaș · Victor Vlad Delamarina · Voiteg